# Merkur Spiel-Arena
El Merkur Spiel-Arena, anteriormente llamado ESPRIT arena (hasta agosto de 2018) y LTU Arena (hasta junio de 2009), es un estadio multifuncional en Düsseldorf, Alemania. Tiene capacidad para 54 400 personas y un techo retráctil. 

## Historia
Fue construido entre los años 2002 a 2004, para reemplazar al Rheinstadion, que se encontraba en el mismo lugar. El equipo de fútbol Fortuna Düsseldorf juega como local en el estadio. Además, la selección alemana de fútbol ha jugado partidos oficiales allí.
En el estadio se realizó la Carrera de Campeones 2010, con la participación de Michael Schumacher, Sebastian Vettel, Alain Prost y Sébastien Loeb entre otros pilotos. En tanto, el boxeador de peso pesado Wladimir Klitschko ha realizado combates allí ante Eddie Chambers en 2010, Jean-Marc Mormeck en 2012 y Tyson Fury en 2015.
En 2015 se jugó allí un partido de la Liga Alemana de Hockey sobre Hielo ente Düsseldorf y Colonia ante 51 125 espectadores, la mayor convocatoria de la historia en un partido de liga de hockey sobre hielo en Europa.
El estadio será una de las diez sedes de la Eurocopa 2024 que se celebrará en Alemania.
Además, el estadio suele albergar grandes conciertos de artistas internacionales. En este recinto se llevó a cabo el Festival de la Canción de Eurovisión 2011. Las semifinales fueron los días 10 y 12 de mayo, mientras que la final se celebró el 14 del mismo mes.

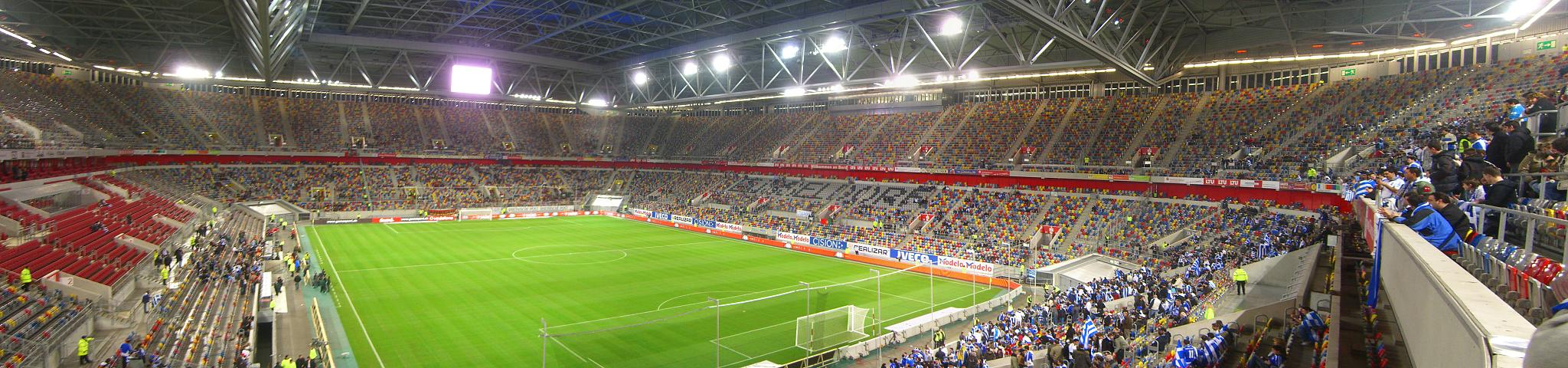
Imagen panorámica del estadio.

## Eventos

### Eurocopa 2024
El estadio albergó cinco partidos de la Eurocopa 2024, tres de fase de grupos, un partido de octavos de final y un juego de cuartos de final.
| Fecha               | Selección #1 | Resultado      | Selección #2 | Ronda                 | Espectadores |
| ------------------- | ------------ | -------------- | ------------ | --------------------- | ------------ |
| 17 de junio de 2024 | Austria      | 0–1            | Francia      | Primera fase, Grupo D | 38 421       |
| 21 de junio de 2024 | Eslovaquia   | 1–2            | Ucrania      | Primera fase, Grupo E | 43 910       |
| 24 de junio de 2024 | Albania      | 0–1            | España       | Primera fase, Grupo B | 46 586       |
| 1 de julio de 2024  | Francia      | 1–0            | Bélgica      | Octavos de final      | 46 810       |
| 6 de julio de 2024  | Inglaterra   | 1–1 (5–3 pen.) | Suiza        | Cuartos de final      | 46 907       |